# Estação El Ángel
A Estação El Ángel é uma das estações do Metrô de Lima, situada em Lima, entre a Estação Miguel Grau e a Estação Presbítero Maestro. Administrada pela GyM y Ferrovías S.A., faz parte da Linha 1.
Foi inaugurada em 12 de maio de 2014. Localiza-se na Avenida Locumba. Atende o distrito de El Agustino.